# Carlos Cisneros
Carlos Ernesto Cisneros Barajas (Guadalajara, 30 agosto 1993) è un calciatore messicano, attaccante del León.

## Carriera

### Nazionale
È stato convocato per i Giochi olimpici nel 2016 in cui ha giocato una partita.

## Palmarès

### Club

#### Competizioni internazionali
- CONCACAF Champions League: 1

Pachuca: 2018